# Kotka

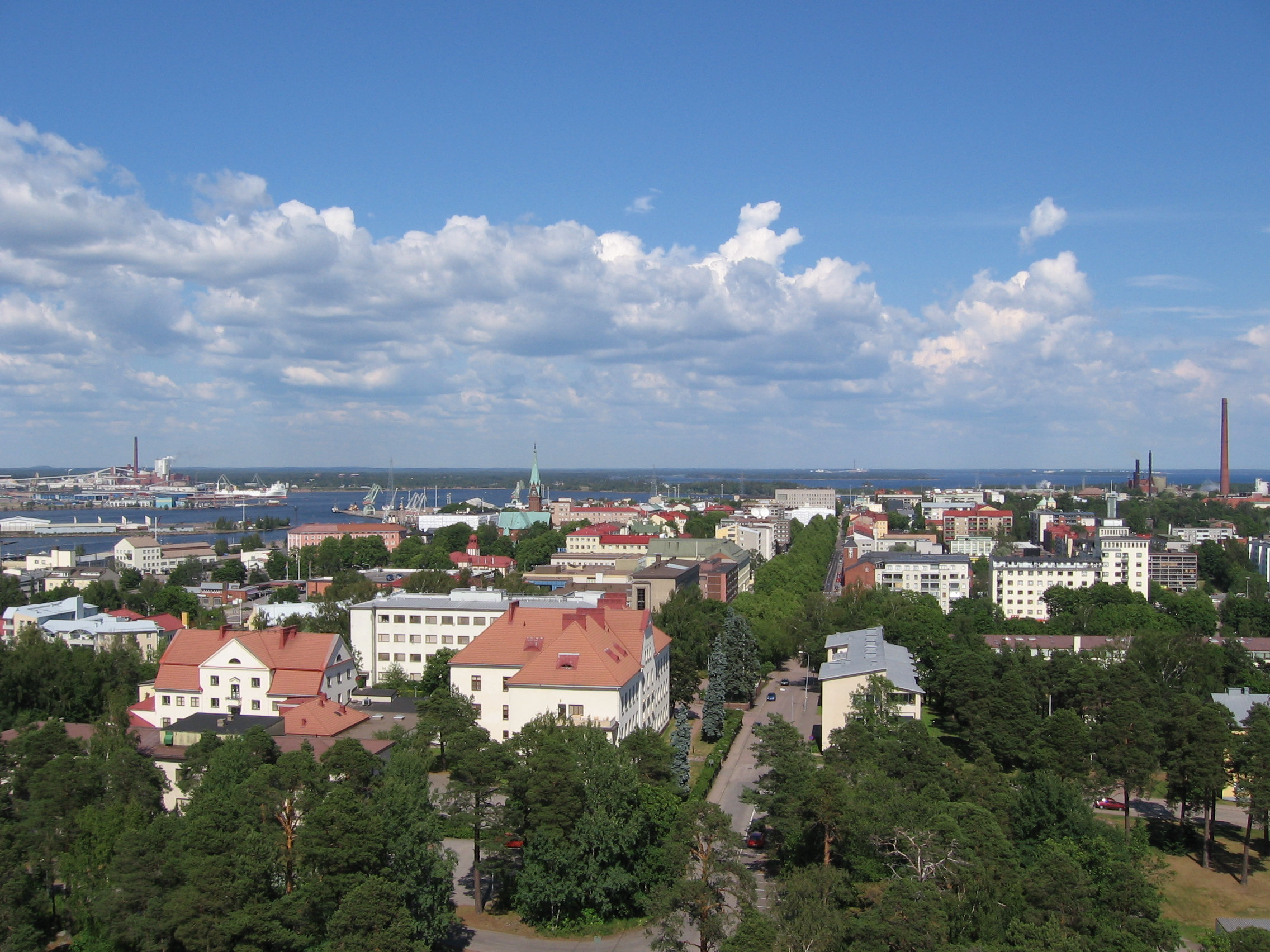
Trung tâm Kotka

Kotka (tiếng Phần Lan for đại bàng) là một thị xã và đô thị của Phần Lan.
Đô thị này nằm ở tỉnh Nam Phần Lan trong vùng Kymenlaakso. Đô thị này có dân số 54.860 người (2005) và diện tích 750 km² trong đó có 478 km² là diện tích mặt nước. Mật độ dân số là 204 người trên mỗi km². Kotka là thị xã lớn nhất vùng Kymenlaakso. Trung tâm thị xã này nằm ở đảo Kotkas (Kotkansaari).
Thị xã này chỉ sử dụng tiếng Phần Lan

## Liên kết ngoài

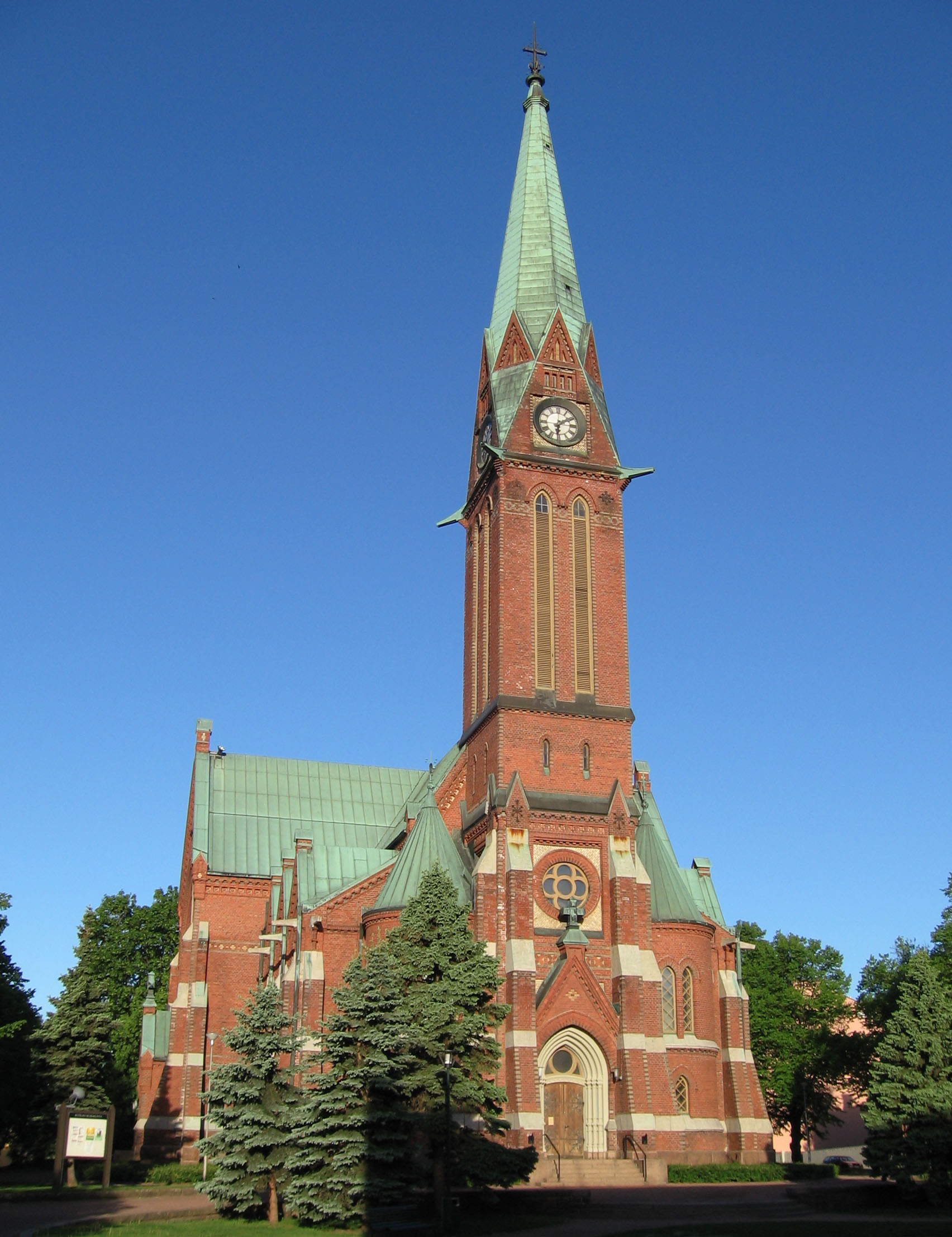
Nhà thờ của Kotka.